# ガス壊疽
ガス壊疽は細菌による感染症のうち、壊疽において壊死組織内にガスが発生したもの。ガスによる気泡を伴う水疱が特徴であり、、通常ウェルシュ菌（Clostridium perfringens）の産生するガスと毒素によって引き起こされる。

## クロストリジウム筋壊死
クロストリジウム性筋肉壊死とは、壊死性筋膜炎の一つで、嫌気性グラム陽性桿菌のClostridium septicum、特にClostridium  perfringens (ウェルシュ菌) を起因菌とした感染症で進行性に筋が破壊され壊疽に陥る。
臨床上では、ガス壊疽が筋組織に及んだ状態である。

### 症状
戦争や闘争その他の外傷、あるいは手術や筋肉注射後に発症することがある。貫通銃創では少ないが、散弾や榴弾の破裂では良くみられる。ほかに一般社会では交通事故や強い外傷でも起きうる。災害では阪神・淡路大震災や東日本大震災でも報告がみられる。
受傷後24時間から3日以内に発症する。症状の進行は極めて速く、放置すると毒素により全身血圧低下、心機能低下、腎不全やDICなどをきたし、予後は極めて悪い。

### 診断、治療
創部限局の激痛、高度の壊死性変化、顕著なむくみ、血性漿液の分泌物、握雪感(触った際に雪を握ったような感覚を感じる)など。X線画像では筋肉内にガス像を認める。菌の培養試験など。
治療は抗菌剤投与、高圧酸素療法などが適用検討される。症状に応じデブリードマン、外科的切断(en:Amputation)が必要なことがある。

## 非クロストリジウム性ガス壊疽
非クロストリジウム性ガス壊疽（英:,Non-clostridial gas gangrene）とは、壊死性筋膜炎の中のガス壊疽の一つで、広義では全てのガス産生菌感染による壊疽性病変を指し、狭義では、クロストリジウム属以外の感染によるものを指す。
下記の病原菌の感染により進行性筋壊死などが引き起こされるが、クロストリジウムによるものとは異なり、進行は遅い。
糖尿病や悪性腫瘍などの非外傷性疾患患者が罹患することが多い。特に糖尿病患者が発症すると予後は悪いことが多い。
創部局所の高度の壊死性変化、浮腫、血性漿液の分泌物、握雪感（触った際に雪を握ったような感覚を感じる）などの症状がある。X線画像では筋肉内部に縮緬状と呼ばれる特徴的なガス像を見ることができる。

### 治療
進行が極めて速いため、治療は可及的速やかに行う。また、創の広範なデブリードマンと開放および排膿、病原菌が感受性を持つ抗生物質の適切な投与、高圧酸素療法などを行う。糖尿病患者の場合は、インスリン投与による厳格な血糖値コントロールを行う必要がある。

### 主な病原菌
- 好気性菌
  - レンサ球菌
  - 大腸菌
  - 腸球菌
  - 黄色ブドウ球菌
  - クレブシエラ属
  - プロテウス属
  - シュードモナス属
  - エロモナス・ヒドロフィラ
  - エンテロバクター属他
- 嫌気性菌
  - バクテロイデス属
  - ペプトストレプトコッカス属（英語版）他